# Hyrule Warriors
Hyrule Warriors (Japans: ゼルダ無双, Zeruda Musō) is een hack and slash-spel ontwikkeld door Omega Force en Team Ninja voor de Wii U. Hyrule Warriors kwam in Japan uit op 14 augustus 2014, en internationaal een maand later.
Het spel is in 2016 ook uitgekomen als port voor de Nintendo 3DS onder de titel Hyrule Warriors Legends en in 2018 voor de Switch als Hyrule Warriors: Definitive Edition. Laatstgenoemde titel bevat alle downloadbare inhoud. Op 20 november 2020 werd de opvolger Hyrule Warriors: Age of Calamity gepubliceerd.

## Spel
Hyrule Warriors mixt het hack and slash vechtgenre uit de Dynasty Warriors-serie computerspellen met de setting en karakters van Nintendo's The Legend of Zelda. In het spel ligt de nadruk meer op gevecht dan in andere spellen uit de Zelda-serie.
Het spel zelf heeft een context-gebaseerd gevechtssysteem, waarbij de vaardigheden van de speler veranderen op basis van het gekozen wapen. Role-playing elementen zoals wapen en karakterniveaus komen ook voor in het spel.
Hyrule Warriors kent vier spelmodi:
Legend modewaarbij de speler zich door het verhaal moet spelen
Free modede speler kan met elk karakter spelen in de verhaallijn
Adventure modespelers kunnen een kaart verkennen die is gebaseerd op de oorspronkelijke The Legend of Zelda om hier doelen te voltooien
Challenge modeeen later toegevoegde spelstand waarin de speler zoveel mogelijk rupees moet verzamelen in het scenario

## Verhaal
Het spel speelt zich af in Hyrule buiten de officiële Zelda-tijdlijn. Antagonist Ganondorf is verslagen en zijn ziel werd versplinterd in vier fragmenten. Hij probeert nu via Cia, een beschermer van de Triforce-balans, weer te herrijzen. Cia raakt gefascineerd door de kracht van een legende, en wordt geconsumeerd door haar verlangen. Hierdoor opent zij de Poort der Zielen, een portaal naar verschillende tijdruimte realiteiten van Hyrule, en verzamelt daarbij een leger van monsters. Ze probeert de Triforce te herenigen en zo Hyrule te veroveren.

## Ontvangst
Hyrule Warriors werd ontvangen met positieve recensies en ontving een score van 76/100 op aggregatiewebsite Metacritic. De referenties naar The Legend of Zelda werden geprezen, kritiek was er op de repetitieve vechtformule.

### Verkoop
Het spel is in Japan in de eerste week ruim 69.000 keer verkocht. Hyrule Warriors werd het meest succesvol in westerse landen, waarbij het 190.000 keer over de toonbank ging in Noord-Amerika.
In januari 2015 maakte Koei Tecmo bekend dat het spel ruim een miljoen keer is verkocht aan winkeliers.